# Barwy jednostek Polskich Sił Zbrojnych
Barwy jednostek Polskich Sił Zbrojnych - opis bagnetów i proporczyków jednostek Polskich Sił Zbrojnych.

## Barwy oddziałów 2 Dywizja Strzelców Pieszych
| Grafika | Opis |
| ------- | --- |
|         | Kwatera główna 2 DSP Bagnet seledynowy z białą żyłką |

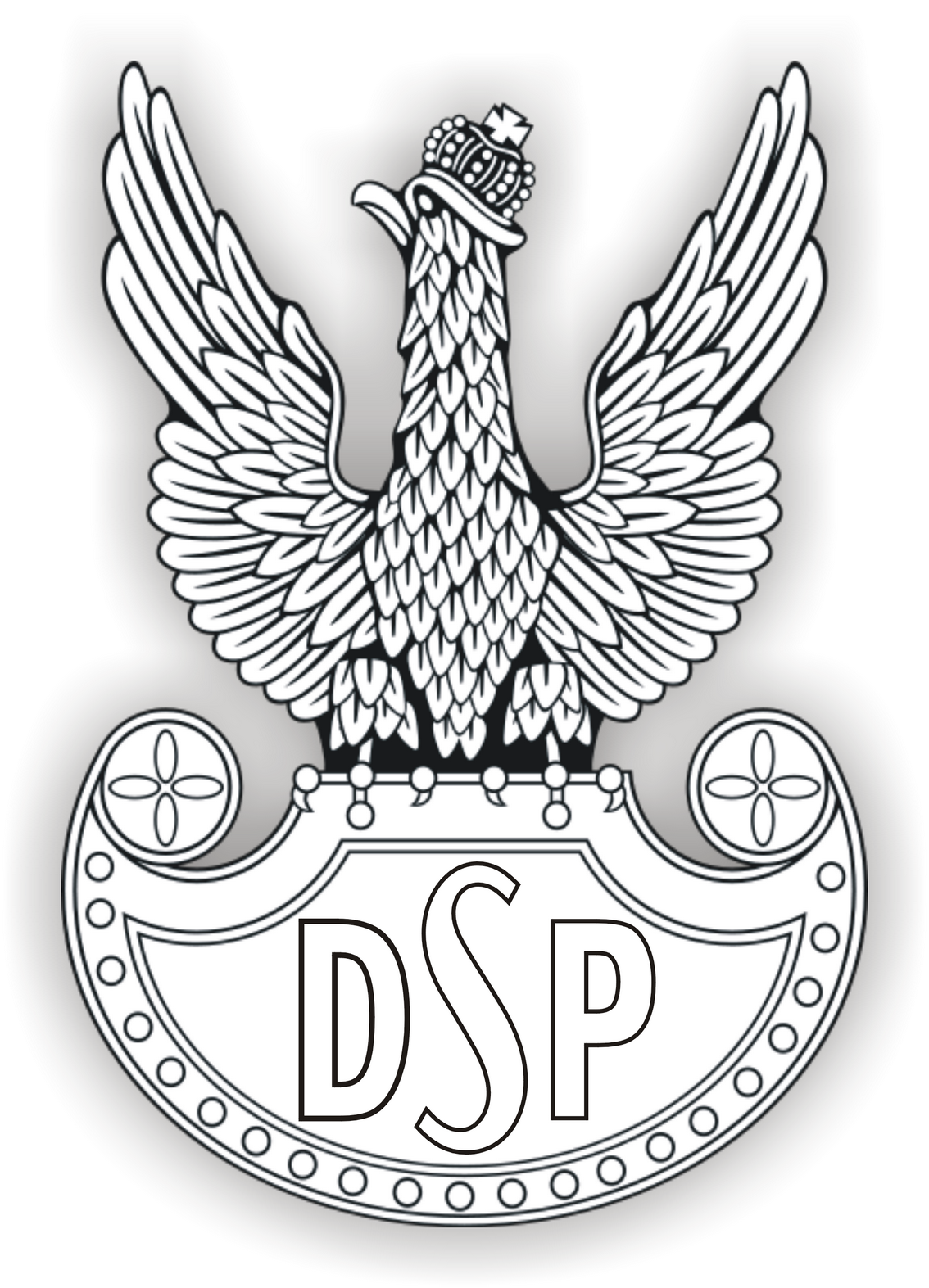
Orzełek 2 DSP

|         | Sztab 2 DSP Oficerowie piechoty w sztabie 2 DSP: bagnet jasnozieleony ze srebrną żyłką Oficerowie artylerii w sztabie 2 DSP: bagnet ciemnozielony ze srebrną żyłką Oficerowie kawalerii w sztabie 2 DSP: proporczyk amarantowo - granatowy ze srebrną żyłką |
|         | 4 Warszawski Pułk Strzelców Pieszych Bagnet seledynowy z czarną żyłką |
|         | 5 Małopolski Pułk Strzelców Pieszych Bagnet seledynowy z czerwoną żyłką |
|         | 6 Kresowy Pułk Strzelców Pieszych Bagnet seledynowy z niebieską żyłką |
|         | 2 Warszawski Pułk Artylerii Lekkiej Bagnet ciemnozielony z czarną żyłką |
|         | 10 bateria przeciwpancerna 2 pal Bagnet ciemnozielony z jasnozieloną żyłką |
|         | 2 Modliński Pułk Artylerii Ciężkiej Bagnet zielony z czerwoną żyłką |
|         | 2 Wileński Dywizjon Rozpoznawczy Proporczyk ogólnokawaleryjski amarantowo-granatowy z zieloną żyłką (barwa oddziałów rozpoznawczych) |
|         | 2 Kaniowski Batalion Saperów Bagnet czarny z pąsową żyłką |
|         | Bateria przeciwpncerna Bagnet czarny z seledynową żyłką |
|         | Kompania pionierów Bagnet czerwony z czarną żyłką |
|         | Kompania telegraficzna i kompania radio Bagnet czary z niebieską żyłką |
|         | Kompania samochodowa Bagnet niebieski z czarną żyłką |
|         | Oddział topograficzny Bagnet czarny z żółtą żyłką |
|         | Intendentura Bagnet chabrowy z czerwoną żyłką |
|         | Duszpasterstwo Bagnet fioletowy z białą żyłką |
|         | Duszpasterstwo rzymskokatolickie Bagnet fioletowy z białą żyłką i białą linią prostopadłą do żyłki |
|         | Służba weterynaryjna Bagnet wiśniowy z jasnozieloną żyłką |
|         | Oddział sanitarny Bagnet wiśniowy z granatową żyłką |

## Barwy oddziałów 1 Dywizji Pancernej
| Grafika | Opis |
| ------- | --- |

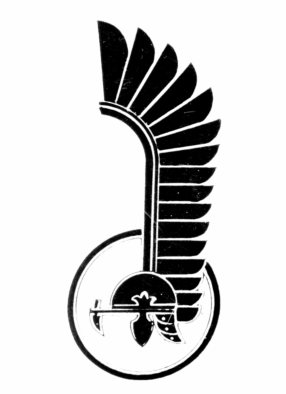
Oznaka 1 DPanc

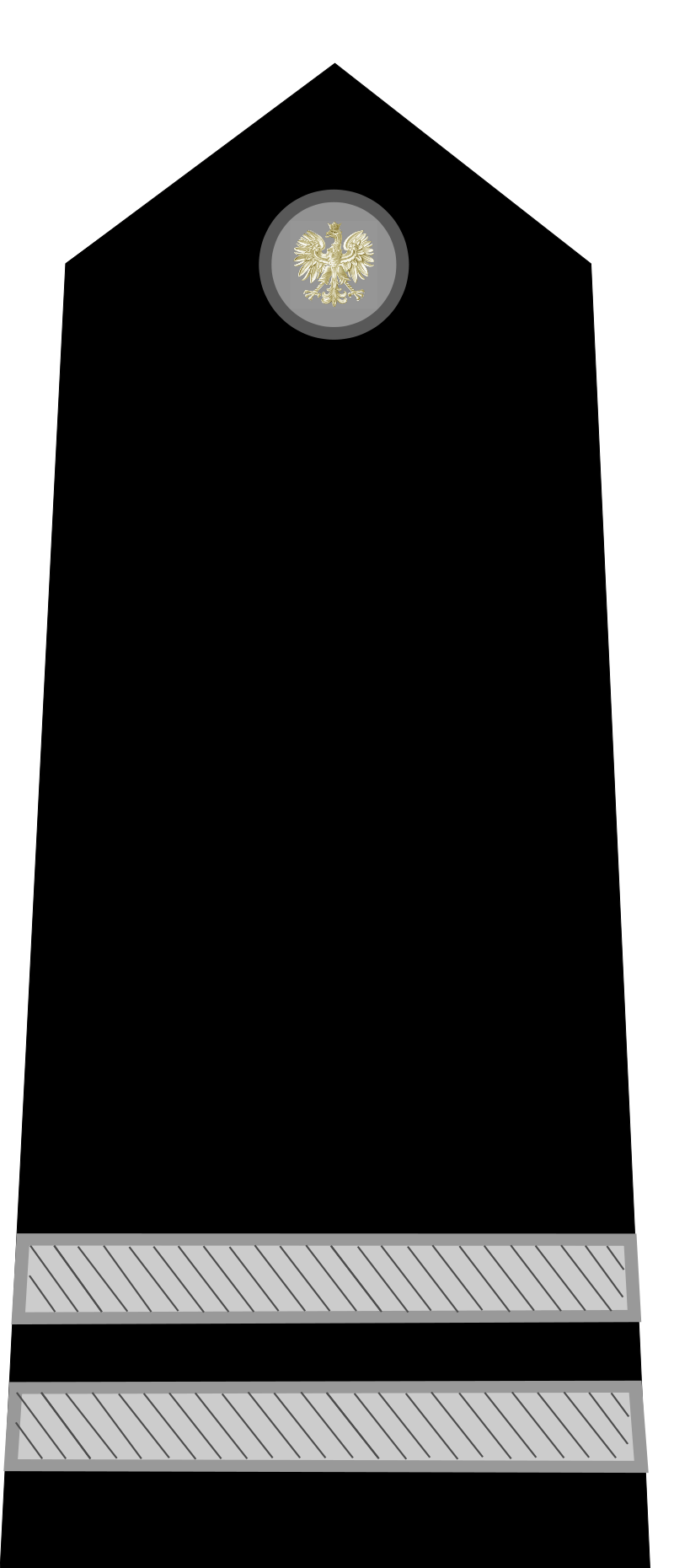
Lewy naramiennik (przykładowo kaprala) 1DPanc

|         | Kwatera główna 1 DPanc Kwatera główna:Proporczyk kroju kawaleryjskiego, czarny z pomarańczowym trójkątem Sztab:Proporczyk kroju kawaleryjskiego, czarno-pomarańczowy         |
|         | 10 Brygada Kawalerii Pancernej Kwatera główna:Proporczyk kroju kawaleryjskiego, czarny z pomarańczowym trójkątem Sztab:Proporczyk kroju kawaleryjskiego, czarno-pomarańczowy |
|         | 24 Pułk Ułanów Proporczyk kroju kawaleryjskiego, biały z żółtym paskiem przez środek                                                                                         |
|         | 1 Pułk Pancerny (PSZ) Proporczyk kroju kawaleryjskiego czarno-pomarańczowe z amarantowym (w rzeczywistości pąsowym) paskiem przez środek                                     |
|         | 2 Pułk Pancerny (PSZ) Proporczyk kroju kawaleryjskiego czarno-pomarańczowy z białym paskiem przez środek.                                                                    |
|         | 10 Pułk Dragonów Proporczyk kroju kawaleryjskiego amarantowo-pomarańczowy z zielonym paskiem pośrodku                                                                        |
|         | 3 Brygada Strzelców Proporczyk kroju kawaleryjskiego, granatowy z żółtym trójkatem                                                                                           |
|         | Batalion Strzelców Podhalańskich Proporczyk kroju kawaleryjskiego granatowo-żółty                                                                                            |
|         | 8 Batalion Strzelców Brabanckich Proporczyk kroju kawaleryjskiego seledyniwo-granatowy                                                                                       |
|         | 9 Batalion Strzelców Flandryjskich Proporczyk kroju kawaleryjskiego żółto-granatowy z paskiem granatowo-żółtym pośrodku.                                                     |
|         | 1 Samodzielny Szwadron CKM Proporczyk kroju kawaleryjskiego żółto-amarantowy z paskiem niebiesko-białym pośrodku.                                                            |
|         | 1 Pułk Artylerii Motorowej (PSZ) Proporczyk kroju kawaleryjskiego czarno-szmaragdowy                                                                                         |
|         | 2 Pułk Artylerii Motorowej Proporczyk kroju kawaleryjskiego czarno-szmaragdowy (zielony)                                                                                     |
|         | 1 Pułk Artylerii Przeciwlotniczej (PSZ) Proporczyk kroju kawaleryjskiego zielony z paskiem żółtym pośrodku                                                                   |
|         | 1 Pułk Artylerii Przeciwpancernej Proporczyk kroju kawaleryjskiego bordowo (pąsowo)- pomarańczowy z czarnym trójkątem                                                        |
|         | 10 Pułk Strzelców Konnych Proporczyk kroju kawaleryjskiego szmaragdowo-żółty z białą żyłką pośrodku                                                                          |
|         | Oddziały zaopatrzenia 1 DPanc Proporczyk kroju kawaleryjskiego, bordo z zieloną żyłką przez środek                                                                           |
|         | Park materiałowy 1 DPanc Proporczyk kroju kawaleryjskiego, bordo z ciemnoniebieskim trójkątem                                                                                |
|         | Saperzy dywizyjni Proporczyk kroju kawaleryjskiego, szkarłatno-czarny |
|         | Oddziały warsztatowo-naprawcze 1 DPanc Proporczyk kroju kawaleryjskiego, czarny z pomarańczową żyłką przez środek                                                            |
|         | Oddziały sanitarne 1 DPanc Proporczyk kroju kawaleryjskiego, wiśniowy z ciemnoniebieską żyłką przez środek                                                                   |
|         | 1 szwadron regulacji ruchu Proporczyk kroju kawaleryjskiego, pomarańczowy z czarną żyłką przez środek                                                                        |
|         | 1 szwadron czołgów zapasowych Proporczyk kroju kawaleryjskiego, czarno-pomarańczowy                                                                                          |

## Barwy oddziałów 4 Dywizji Piechoty
| Grafika | Opis                                                                                      |
| ------- | ----------------------------------------------------------------------------------------- |

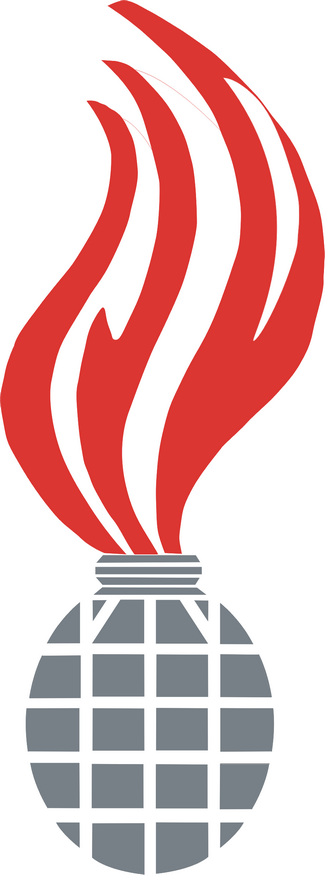
Oznaka 4 DP

|         | Kwatera główna 4 DP Bagnet granatowo-żółty z białą żyłką Czapka rogatywka, otok granatowy |
|         | 1 Brygada Grenadierów Bagnet granatowy z pąsową żyłką                                     |
|         | 2 Brygada Strzelców Pieszych Bagnet granatowy z seledynową żyłką                          |
|         | 8 Brygada Piechoty Bagnet granatowy z żółtą żyłką                                         |
|         | 3 Pułk Artylerii Motorowej Bagnet zielony z czarną żyłką                                  |
|         | 14 Pułk Artylerii Lekkiej (PSZ) Bagnet zielony z czarną żyłką                             |
|         | 15 Pułk Artylerii Lekkiej (PSZ) Bagnet zielony z czarną żyłką                             |
|         | 4 Pułk Artylerii Przeciwpancernej (PSZ) Bagnet zielony z pomarańczową żyłką               |
|         | 4 Pułk Artylerii Przeciwlotniczej Bagnet zielony z żółtą żyłką                            |
|         | 4 Batalion Saperów (saperzy dywizyjni) Bagnet szkarłatno czarny                           |
|         | 4 Batalion Łączności Bagnet czarno-chabrowy                                               |
|         | 4 Batalion Ciężkich Karabinów Maszynowych Bagnet żółty z niebieska żyłką                  |
|         | Oddziały zaopatrywania Bagnet malinowy z zieloną żyłką                                    |
|         | Oddziały warsztatowe Bagnet czarny z pomarańczową żyłką                                   |
|         | Oddziały sanitarne Bagnet wiśniowy z granatową żyłką                                      |
|         | 4 Park Materiałowy Bagnet czarny z zieloną żyłką                                          |

## Barwy oddziałów 16 Samodzielnej Brygady Pancernej
| Grafika | Opis |
| ------- | --- |
|         | Kwatera główna 16 BPanc Sztab, Kwatera Główna i szwadron sztabowy: proporczyki trójkątne czarno-pomarańczowe. |
|         | 3 Pułk Pancerny (PSZ) Proporczyk trójkątny czarno-pomarańczowy z żółtym paskiem przez środek                  |
|         | 5 Pułk Pancerny (PSZ) Proporczyk trójkątny czarno-pomarańczowy z pąsowym paskiem przez środek                 |
|         | 14 Pułk Ułanów Jazłowieckich Proporczyk kroju kawaleryjskiego, kanarkowy (bladożółty) z żyłką białą pośrodku  |
|         | 16 Pułk Dragonów Proporczyk kroju kawaleryjskiego, amarantowo-żółty z białym paskiem pośrodku                 |
|         | Służba warsztatowa Proporczyk trójkątny, czarny z pomarańczową żyłką przez środek                             |

## Barwy oddziałów 2 Warszawskiej Dywizji Pancernej
| Grafika | Opis proporczyka |
| ------- | --- |

Oznaka 2 WDPanc

|         | 2 Warszawska Dywizja Pancerna Sztab i Kwatera Główna 2 Dywizji Pancernej nosiła proporczyki kroju kawaleryjskiego czarne z białym paskiem przez środek. |
|         | Kwatera główna 2 BPanc Proporczyk kroju kawaleryjskiego zielony z czarnym paskiem przez środek Pasek na rękawie biały |
|         | 4 Pułk Pancerny (PSZ) Proporczyki kroju kawaleryjskiego czarno-pomarańczowe z pąsowym paskiem przez środek i nałożonym skorpionem z białego metalu; na berecie po lewej stronie skorpion z białego metalu (haftowany srebrną nitką u oficerów) na pąsowym sukiennym podkładzie w kształcie rombu. Pasek na rękawie czerwony |
|         | 6 Pułk Pancerny „Dzieci Lwowskich” Proporczyki trójkątne, czarno-pomarańczowe z niebieskim paskiem przez środek; na berecie złoty lew z herbu Lwowa, z żółtego metalu (u oficerów haftowany złotą nitką), na niebieskim sukiennym rombie. Pasek na rękawie niebieski                                                        |
|         | 1 Pułk Ułanów Krechowieckich Proporczyki kroju kawaleryjskiego amarantowo-białe Pasek na rękawie żółty |
|         | Pułk Ułanów Karpackich Proporczyki w górnej połowie ciemnoniebieskie, w dolnej pąsowe, z nałożonymi na nich biało-metalowymi dwiema palmami i półksiężycem dla upamiętnienia swych walk na Pustyni Libijskiej w 1941 |
|         | 9 Wysunięty Szwadron Czołgów Zapasowych Proporczyki kroju kawaleryjskiego czarne z pomarańczowym paskiem przez środek; na berecie biało-metalowy hełm rycerski z opuszczoną przyłbicą i pióropuszem na sukiennym pomarańczowym rombie.                                                                                      |
|         | Służba Warsztatowa 2 DPanc Proporczyki kroju kawaleryjskiego niebiesko-pąsowe z żółtym trójkątem; na berecie proporczyk. |

## Barwy oddziałów 3(14) Wielkopolskiej Brygady Pancernej
| Grafika | Opis proporczyka |
| ------- | --- |

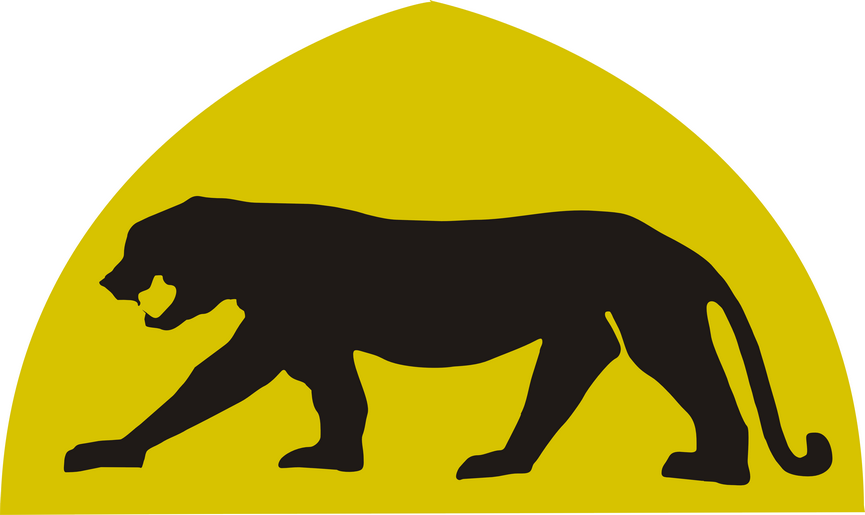
Oznaka 14 BPanc

|         | 10 Pułk Huzarów Wołyńskich Proporczyki błękitne z nałożonym złotym węzłem (znakiem) huzarskim w kształcie trenu oraz taki sam lecz większego rozmiaru tren przy berecie. |
|         | 3 Pułk Ułanów Śląskich Proporczyki kroju kawaleryjskiego żółto-białe |
|         | 15 Pułk Ułanów Poznańskich |